# Partia Antyrewolucyjna (Holandia)
Partia Antyrewolucyjna (nider. Anti-Revolutionaire Partij, ARP) – holenderska, protestancka partia polityczna, poprzednik Apelu Chrześcijańsko-Demokratycznego. Mimo że po 1917 roku nie uzyskiwała więcej niż 20% głosów, jej wpływ na kształt holenderskiej demokracji jest nie do przecenienia. Utworzona 3 kwietnia 1879 roku przez Abrahama Kuypera, jako pierwsza oficjalna partia polityczna w kraju.

## Etymologia
ARP wywodziła swoją nazwę od przeciwstawienia się ideałom „liberalnej” Rewolucji francuskiej (a także zapatrywaniom marksistowskim). Termin „konserwatyści” był już w użyciu przez grupę parlamentarnych monarchistów i kolonialistów; ci wypadli z łask u krańca XIX wieku. Do czasu rozłamu ARP i powstania Chrześcijańskiej Unii Historycznej, terminy „antyrewolucyjny” i „historycznie-chrześcijański” były używane zamiennie.